# 特雷斯克布拉達斯 (瓜拉雷區)
特雷斯克布拉達斯（西班牙語：Tres Quebradas），是巴拿馬的城鎮，位於該國中南部，由洛斯桑托斯省的瓜拉雷區負責管轄，面積12.8平方公里，海拔高度259米，2010年人口717，人口密度每平方公里56人。